# Copa del Món de Futbol de 1950 - Grup 2
El Grup 2 de la Copa del Món de Futbol 1950, disputada al Brasil, estava compost per quatre equips, que s'enfrontaren entre ells amb un total de 6 partits. Quan acabaren aquests partits, l'equip amb més punts es classificà per a la fase final.

## Integrants
El grup 2 està integrat per les seleccions següents:
| Espanya | Anglaterra | Xile | Estats Units |
| ------- | ---------- | ---- | ------------ |

## Classificació
| Pos | Equip        | PJ | PG | PE | PP | GF | GC | DG | Pts | Classificació           |
| --- | ------------ | -- | -- | -- | -- | -- | -- | -- | --- | ----------------------- |
| 1   | Espanya      | 3  | 3  | 0  | 0  | 6  | 1  | +5 | 6   | Avança a la segona fase |
| 2   | Anglaterra   | 3  | 1  | 0  | 2  | 2  | 2  | 0  | 2   |                         |
| 3   | Xile         | 3  | 1  | 0  | 2  | 5  | 6  | −1 | 2   |                         |
| 4   | Estats Units | 3  | 1  | 0  | 2  | 4  | 8  | −4 | 2   |                         |

## Partits

### Anglaterra vs. Xile
| Anglaterra                  | 2–0     | Xile |
| --------------------------- | ------- | ---- |
| Mortensen 39' · Mannion 51' | Informe |      |

### Espanya vs. Estats Units
| Espanya                           | 3–1     | Estats Units |
| --------------------------------- | ------- | ------------ |
| Igoa 81' · Basora 83' · Zarra 89' | Informe | Pariani 17'  |

### Espanya vs. Xile
| Espanya                | 2–0     | Xile |
| ---------------------- | ------- | ---- |
| Basora 17' · Zarra 30' | Informe |      |

### Estats Units vs. Anglaterra
| Estats Units | 1–0     | Anglaterra |
| ------------ | ------- | ---------- |
| Gaetjens 38' | Informe |            |

### Espanya vs. Anglaterra
| Espanya   | 1–0     | Anglaterra |
| --------- | ------- | ---------- |
| Zarra 48' | Informe |            |

### Xile vs. Estats Units
| Xile                                                      | 5–2     | Estats Units                |
| --------------------------------------------------------- | ------- | --------------------------- |
| Robledo 16' · Cremaschi 32', 60' · Prieto 54' · Riera 82' | Informe | Wallace 47' · Maca 48' (p.) |